# Supuru de Jos, Satu Mare
Supuru de Jos este satul de reședință al comunei Supur din județul Satu Mare, Transilvania, România.

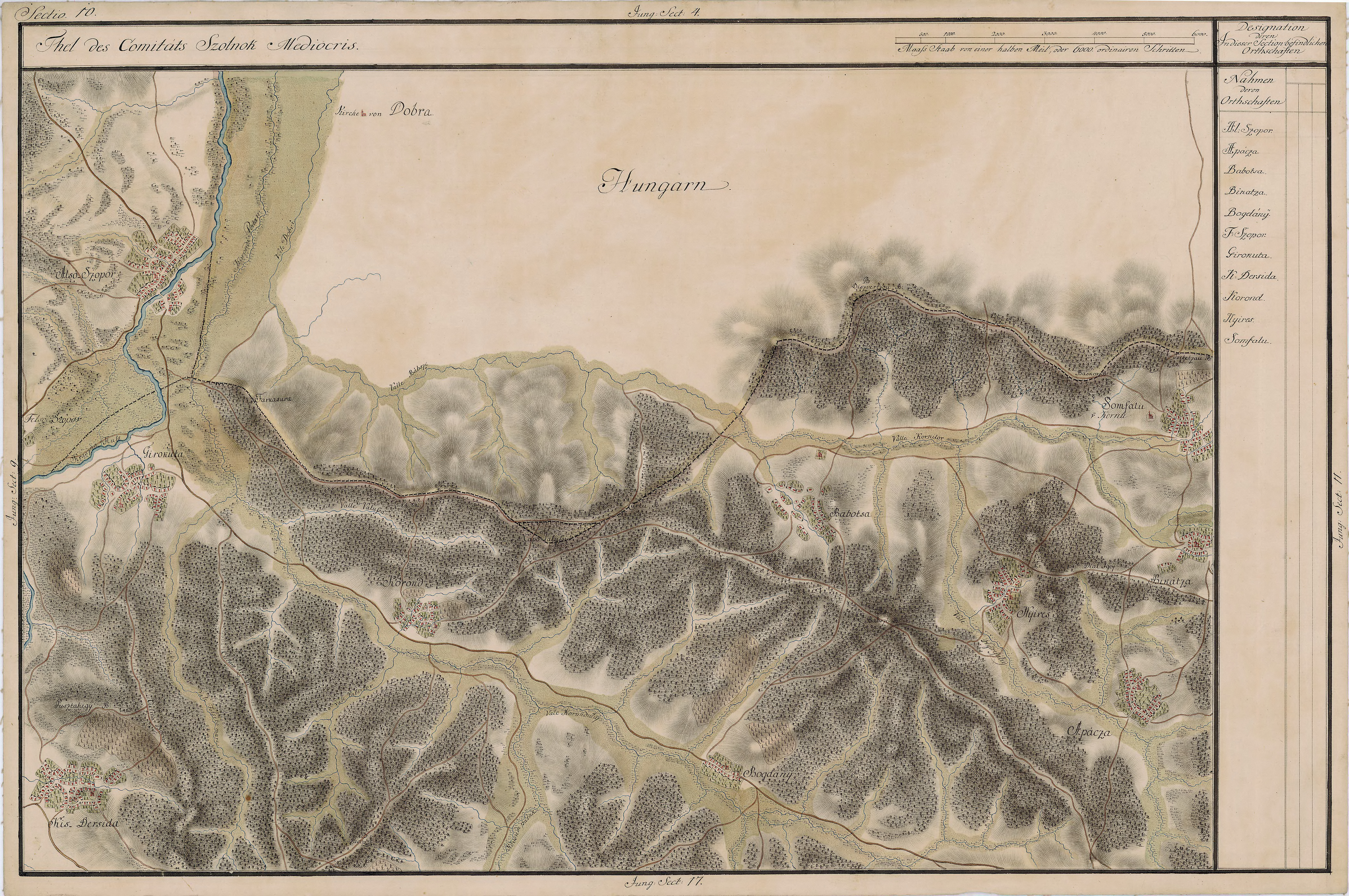
Supuru de Jos în Harta Iosefină a Transilvaniei

 Acest articol despre o localitate din județul Satu Mare este deocamdată un ciot. Puteți ajuta Wikipedia prin completarea lui.